# Thái Bình ngự lãm
Thái Bình ngự lãm (tiếng Trung: 太平御覽), là bách khoa toàn thư khổng lồ về loại thư của Trung Quốc do một nhóm học giả biên soạn từ năm 977 đến năm 983. Bộ sách này được triều đình nhà Tống chỉ đạo việc biên soạn vào đầu thời Tống Thái Tông. Toàn sách được chia thành 1.000 tập và 55 phần, gồm khoảng 4,7 triệu chữ Hán. Nó thu thập trích dẫn từ khoảng 2.579 loại tài liệu khác nhau trải dài từ sách, thơ, ca dao, tục ngữ, bia ký cho đến các tác phẩm khác. Sau khi hoàn thành, Tống Thái Tông đã đọc xong bộ sách này chỉ trong vòng một năm với 3 tập mỗi ngày. Thái Bình ngự lãm được coi là một trong Tống tứ đại thư.
Nhóm biên soạn Thái Bình ngự lãm bao gồm: Thang Duyệt (湯悅), Trương Kị (張洎), Từ Huyền (徐鉉), Tống Bạch (宋白), Từ Dụng Tân (徐用賓), Trần Ngạc (陳鄂), Ngô Thục (吳淑), Thư Nhã (舒雅), Lã Văn Trọng (吕文仲), Nguyễn Tư Đạo (阮思道), Hỗ Mông (扈蒙), Lý Phưởng (李昉) và những người khác.
Đây là một trong những nguồn tài liệu được giới học giả thời Minh Thanh sử dụng để tái tạo lại cuốn Kinh Sở tuế thời ký bị thất truyền.

## Bản thảo quan trọng
Một bản sao như vậy của Thái Bình ngự lãm được cất giữ tại chùa Tōfuku-ji ở Kyoto, Nhật Bản. Năm 1244, Enni được triều đình nhà Tống chấp thuận cho mang về 103 tập sách này, và sau đó, thêm 10 tập nữa được đưa vào lưu hành trong giới tăng sĩ nơi đây. 103 tập hiện được xếp vào loại Bảo vật Quốc gia Nhật Bản.

### Trích dẫn
1. ↑  Theobald, Ulrich (2010), "Jing-Chu Suishi Ji", China Knowledge, Tübingen{{Chú thích}}:  Quản lý CS1: địa điểm thiếu nhà xuất bản (liên kết).
2. ↑  "Tofuku-ji Exhibit Items List" (PDF). Tofuku-ji 2023. Truy cập ngày 9 tháng 3 năm 2023.[liên kết hỏng]
3. ↑  Chengjun, Qian (ngày 26 tháng 3 năm 2010), "A RESEARCH REVIEW OF CHINESE BOOKS EXCHANGED BETWEEN ANCIENT CHINA, JAPAN AND KOREA AND ITS INFLUENCE", A RESEARCH REVIEW OF CHINESE BOOKS EXCHANGED BETWEEN ANCIENT CHINA, JAPAN AND KOREA AND ITS INFLUENCE (bằng tiếng Anh), K. G. Saur, tr. 226–241, doi:10.1515/9783598441790.226/html?lang=en, ISBN 978-3-598-44179-0, truy cập ngày 9 tháng 3 năm 2023